# Lobatus goliath
Lobatus goliath е вид коремоного от семейство Стромбиди (Strombidae).

## Разпространение
Видът е разпространен по североизточния и югоизточния бряг на Бразилия (Сера, Рио Гранде до Норте, Пернамбуко, Алагоас, Бахия и Еспирито Санто).